# Эномай из Гадары
Эномай из Гадары (др.-греч. Οἱνόμαος; II в. н. э.) — философ
-киник, родился в Гадаре.
Мало известно о его жизни. В Хронике Иеронима Стридонского Эномай наряду с Плутархом, Секстом Херонейским и Агафобулом указан как процветающий философ в третий год правления Адриана (119).
Согласно Суде, Эномай из Гадары — автор следующих произведений:
- О кинизме.
- Республика.
- О философии по Гомеру.
- О Кратете и Диогене.

Император Юлиан также упоминает, что Эномай писал трагедии. В этот список не включено наиболее известное для нас произведение, в котором он критиковал оракулов, в особенности Дельфиского оракула; иногда это сочинение называют Против оракулов (др.-греч. Κατα χρηστηρίων), однако подлинное название Обличение обманщиков (др.-греч. Γοήτων Φωρά). Выдержки из него были сохранены Евсевием. За это произведение император Юлиан обвинял Эномая в неверии.
Эномай, как многие киники, не был атеистом, но считал, что боги не вмешиваются в дела людей. Он критиковал стоиков за представления о божественной воле, предопределении и роке и, тем не менее, признание человеческой свободы. Противоречие стало поводом для выступлений против оракулов, так как предсказания, по мнению Эномая, делают человека зависимым от них.